# Mjölktänder

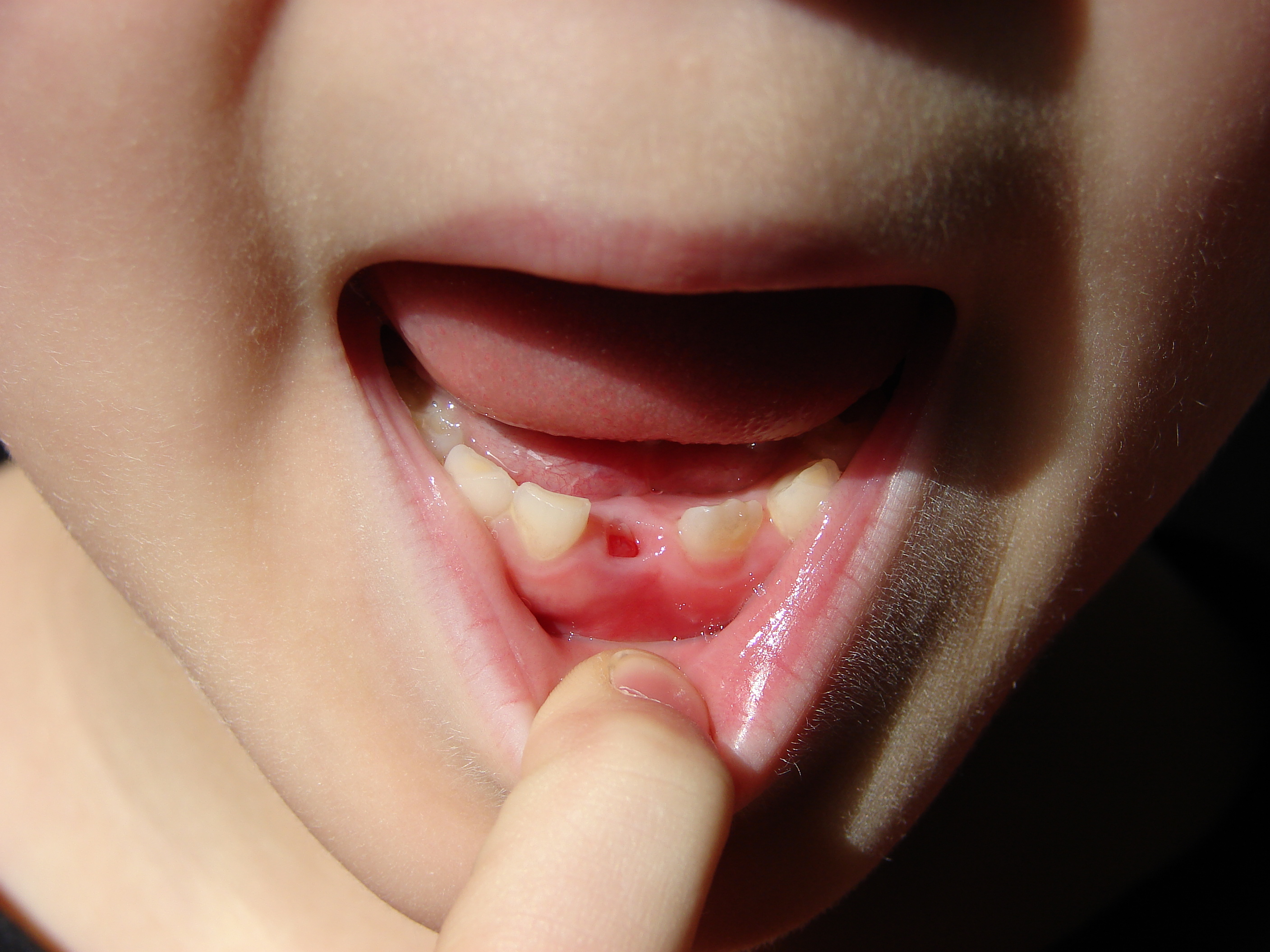
Underkäken på en 7-åring. I mitten syns hålet efter en tappad mjölktand. Till vänster syns sittande mjölktänder och till höger en permanent tand.

Mjölktänderna är den första uppsättningen tänder hos en människa. Människan är difyodont, vilket innebär att hon får två uppsättningar tänder under livet.
Mjölktänderna uppkommer redan under tiden som embryo, men blir synliga först under spädbarnsåldern. De ersätts ofta av permanenta tänder, men om någon permanent tand inte utvecklas kan en mjölktand bli kvar i munnen och fungera i många år. Det finns flera teorier om varför de första tänderna kallas mjölktänder. Troligtvis beror det på att tänderna kommer under den tid som man ammar sitt barn, men även att mjölktändernas lite blåvita färg liknar mjölk. 
Mjölktänderna utvecklas redan från fostervecka sju. De flesta barn föds tandlösa men tänderna ligger precis under tandköttet, och den första tanden bryter i regel fram vid fyra till åtta månaders ålder. De flesta barn har fått alla sina 20 mjölktänder när de har fyllt tre år. Andra uppsättningen tänder inleds med sexårstanden som bryter fram i munhålan bakom den bakersta mjölktanden. Det blivande garnityret består av 32 tänder inklusive visdomständerna. Mjölktänder och permanenta tänder är uppbyggda på samma sätt vad gäller tandkrona, tandhals och tandrot. Att en tappad mjölktand ser rotlös ut beror på att trycket från nästa tand löser upp mjölktanden underifrån.
I många kulturer finns det traditioner kopplade till tappandet av mjölktänder, se till exempel tandfe.
När de första mjölktänderna kommer fram kallas det tandsprickning och när de ersätts av permanenta tänder så kallas detta tandömsning.